# Luesia
Luesia ist eine spanische Gemeinde in der Provinz Saragossa der Autonomen Region Aragonien. Sie gehört zur Comarca Cinco Villas (Fünf Kleinstädte). 2024 hatte die Gemeinde 331 Einwohner. Sie liegt oberhalb des Arba de Luesia, eines der Quellflüsse des Río Arba, zu Füßen der Sierra de Santo Domingo. Der Norden des Gemeindegebiets erreicht eine Höhe bis zu 1.303 m (Puig Moné).

## Geschichte
Der Ort wurde im Jahr 1014 im Cartulario de San Juan de la Peña erstmals genannt und gehörte zum Gerichtsbezirk von Sos del Rey Católico.

## Bevölkerungsentwicklung
| 1900  | 1910  | 1920  | 1930  | 1940  | 1950  | 1960  | 1970 | 1981 | 1991 | 2001 | 2009 |
| ----- | ----- | ----- | ----- | ----- | ----- | ----- | ---- | ---- | ---- | ---- | ---- |
| 1.573 | 1.702 | 1.715 | 1.790 | 1.503 | 1.438 | 1.221 | 801  | 574  | 462  | 413  | 377  |

## Sehenswürdigkeiten
- Burg von Luesia (11. bis 12. Jahrhundert)
- Romanische Pfarrkirche San Salvador
- Romanische Kirche San Esteban, heute ein Kulturzentrum
- Einsiedelei Virgen de Puyal
- Gotisches Kreuz von San Severo
- Ehemaliges jüdisches Viertel (Judería)
- Präromanisches Klosters Corral de Calvo in der Sierra de Santo Damingo
- Einsiedelei Santa Eugenia (präromanisch)
- Einsiedelei Virgen del Campo
- Rathaus
- Mittelalterliches Hospital
- Mittelalterlicher Ortskern

## Städtepartnerschaften
- Frankreich Geloux